# Jedediah Smith Wilderness
Die Jedediah Smith Wilderness ist ein Schutzgebiet vom Typ eines Wilderness Area im US-Bundesstaat Wyoming, unmittelbar an der Grenze zu Idaho. Das langgestreckte Gebiet liegt in den Rocky Mountains auf der Westflanke der Teton Range und hat eine Fläche von fast 500 Quadratkilometern. Das Schutzgebiet ist nach Jedediah Smith benannt, einem Trapper, Pelzhändler und Entdecker, der in den 1820er Jahren als erster Weißer Teile der Rocky Mountains erkundete. 
Im Norden grenzt die Wilderness an den Yellowstone-Nationalpark, im Osten an den Grand-Teton-Nationalpark, im Süden reicht sie bis zum Teton Pass. Das Gebiet gehört zum Targhee National Forest, einem Nationalforst und wird durch den United States Forest Service verwaltet.

## Beschreibung
Das Schutzgebiet wurde 1984 eingerichtet, um die Karstlandschaft mit bizarren Kalkstein-Formationen und Höhlen zu sichern. Als Wilderness Area gibt es keinerlei touristische oder andere Infrastruktur, es gibt keine Straßen, Wege werden nur sporadisch unterhalten. Erlaubte Nutzungen sind Trekking und Wanderreiten, innerhalb strenger Auflagen auch Angeln.
Als Wildnisgebiet im Größeren Yellowstone-Ökosystem ist die Jedediah Smith Wilderness Lebensraum und Rückzugsgebiet für Großsäuger wie Schwarzbär, Grizzlybär, Dickhornschaf, Vielfraß, Elch und Wapiti.